# Anomala innuba
Anomala innuba är en skalbaggsart som beskrevs av Fabricius 1787. Anomala innuba ingår i släktet Anomala och familjen Rutelidae. Utöver nominatformen finns också underarten A. i. piceola.